# Герб Володимирського району
Герб Володи́мирського райо́ну — герб однойменного району Волинської області.
Автор проекту — Костюк А..

## Опис герба
Гербовий щит має форму чотирикутника з півколом в основі. Синій щит із тризубом обрамлений золотим декоративним картушем зі стилізованим рослинним орнаментом, традиційним для гербів України.

## Значення
Герб Володимирського району є відображенням спільної історичної спадщини району та міста.
У 988 році Великий князь Володимир Святославич заснував місто Володимир. З літописних і археологічних досліджень відомі геральдичні знаки князя Володимира. До 990 року — двозуб, пізніше — тризуб. Від 990 року — тризуб із прямокутним хрестом, відомий знак Володимира Святителя. Цей символ увійшов як основний складовий елемент сучасного герба України.
Автор проекту Костюк А. А. вніс часткові зміни у зображенні тризуба, збільшивши розміри хреста, в тому числі по висоті, що увінчує центральний щит герба.
За змістом та кольоровим вирішенням герб символізує віру, чесність, чистоту, волю, незалежність, міцність.